# Općina Velika Polana
Općina Velika Polana (slo.:Občina Velika Polana) je općina u sjeveroistočnoj Sloveniji u pokrajini Prekomurje i statističkoj regiji Pomurje. Središte općine je naselje Velika Polana s 914 stanovnika.

## Zemljopis
Općina Velika Polana nalazi se u sjeveroistočnom dijelu Slovenije. 
Općina se prostire u južnom dijelu ravničarske i poljoprivredne pokrajine Prekomurje, blizu rijeke Mure.
U općini vlada umjereno kontinentalna klima.
Na području općine nema značajnijih vodotoka, iako se rijeka Mura nalazi svega par kilometara južno od općine. Svi manji vodotoci u općini su u slivu rijeke Mure.

## Naselja u općini
Brezovica, Mala Polana, Velika Polana

## Vanjske poveznice
- Službena stranica općine